# Pneumatikzylinder
Ein Pneumatikzylinder ist ein mittels Druckluft bis maximal 12 bar (je nach Zylindertyp) betriebener Arbeitszylinder. Pneumatikzylinder werden in vielen pneumatischen Anwendungen verwendet, so z. B. in Spritzgießwerkzeugen, in der Förder-, Antriebs- oder Handhabungstechnik.

Funktionsschema eines Einfachwirkenden Zylinders

Funktionsschema eines Doppelwirkenden Zylinders

3D animierter Pneumatikzylinder (CAD)

Man unterscheidet grundsätzlich zwischen einseitig und beidseitig Druckluft beaufschlagbaren Zylindern, auch einfachwirkende bzw. doppeltwirkende Zylinder genannt.
Die Schaltsymbole für Pneumatikzylinder sind nach ISO 1219 normiert.
Da Druckluft kompressibel ist, kann es in Zusammenhang mit dem Stick-Slip-Effekt zu ruckartigem Anfahren der Zylinder kommen. Die Möglichkeiten zur exakten Positionierung, etwa im Rahmen einer Lageregelung, sind aus denselben Gründen begrenzt. Als Alternativen für bestimmte Einsatzgebiete stehen Elektrozylinder und Hydraulikzylinder zur Verfügung.

## Verschiedene Ausführungen und Prinzipien
Obwohl Pneumatikzylinder in Aussehen, Größe und Funktion variieren, fallen sie im Allgemeinen in eine der unten aufgeführten spezifischen Kategorien. Es sind jedoch auch zahlreiche andere Arten von Pneumatikzylindern erhältlich, von denen viele darauf ausgelegt sind, spezifische und spezialisierte Funktionen zu erfüllen.

### Einfachwirkende Zylinder
Ein einfachwirkender Zylinder (SAC) hat einen Anschluss, über den Druckluft eintreten und sich die Stange nur in eine Richtung bewegen kann. Durch den hohen Druck der Druckluft fährt die Stange aus, während sich der Zylinderraum weiter füllt. Wenn die Druckluft den Zylinder durch dieselbe Öffnung verlässt, wird die Stange in ihre ursprüngliche Position zurückgebracht.

### Doppeltwirkende Zylinder
Doppeltwirkende Zylinder (DAC) nutzen die Luftkraft, um sich sowohl beim Ausfahren als auch beim Einfahren zu bewegen. Sie haben zwei Öffnungen, um Luft einzulassen, eine für den Aushub und eine für den Einhub. Die Hublänge für diese Konstruktion ist nicht begrenzt, jedoch ist die Kolbenstange anfälliger für Knicken und Biegen. Zusätzliche Berechnungen sollten ebenfalls durchgeführt werden.

### Mehrstufiger, teleskopierbarer Zylinder
pneumatischer Teleskopzylinder, 8-stufig, einfachwirkend, ein- und ausgefahren
Teleskopzylinder, auch Teleskopzylinder genannt, können entweder einfach oder doppelt wirkend sein. Der Teleskopzylinder enthält eine Kolbenstange, die in einer Reihe von hohlen Stufen mit zunehmendem Durchmesser verschachtelt ist. Bei Betätigung „teleskopieren“ die Kolbenstange und jede nachfolgende Stufe als segmentierter Kolben heraus. Der Hauptvorteil dieser Konstruktion besteht darin, dass ein deutlich längerer Hub möglich ist, als er mit einem einstufigen Zylinder der gleichen Länge im zusammengeklappten (eingefahrenen) Zustand erreicht würde. Ein genannter Nachteil von Teleskopzylindern ist das erhöhte Potenzial für eine Kolbenbiegung aufgrund des segmentierten Kolbendesigns. Folglich werden Teleskopzylinder hauptsächlich dort eingesetzt, wo der Kolben minimale Seitenbelastung trägt.

### Andere
Obwohl SACs und DACs die gebräuchlichsten Typen von Pneumatikzylindern sind, sind die folgenden Typen nicht besonders selten.

#### Luftzylinder mit durchgehender Stange
Die Kolbenstange erstreckt sich durch beide Seiten des Zylinders und ermöglicht so gleiche Kräfte und Geschwindigkeiten auf beiden Seiten.
Endluftzylinder mit Enddämpfung: Zylinder mit geregeltem Luftauslass, um Stöße zwischen der Kolbenstange und dem Zylinderdeckel zu vermeiden.

#### Drehluftzylinder
Aktuatoren, die Luft verwenden, um eine Drehbewegung zu erteilen.
Kolbenstangenlose Luftzylinder: Diese haben keine Kolbenstange. Sie sind Aktuatoren, die eine mechanische oder magnetische Kopplung verwenden, um Kraft zu übertragen, typischerweise auf einen Tisch oder einen anderen Körper, der sich entlang der Länge des Zylinderkörpers bewegt, aber nicht darüber hinausragt.

#### Tandem-Luftzylinder
zwei in Reihe montierte Zylinder

#### Schlagluftzylinder
Hochgeschwindigkeitszylinder mit speziell konstruierten Endabdeckungen, die dem Aufprall von ausfahrenden oder einfahrenden Kolbenstangen standhalten.

#### Kolbenstangenlose Zylinder
Kolbenstangenlose Zylinder haben keine Stange, nur einen relativ langen Kolben. Kabelzylinder behalten Öffnungen an einem oder beiden Enden bei, führen aber eher ein flexibles Kabel als eine Stange durch. Dieses Kabel hat zur Abdichtung einen glatten Kunststoffmantel. Natürlich muss ein einzelnes Seil auf Spannung gehalten werden.[4] Andere stangenlose Zylinder verschließen beide Enden und koppeln den Kolben entweder magnetisch oder mechanisch mit einem Aktuator, der an der Außenseite des Zylinders entlang läuft. Beim magnetischen Typ ist der Zylinder dünnwandig und aus einem nichtmagnetischen Material, der Zylinder ist ein starker Magnet und zieht außen einen Magnetläufer mit sich.
Beim mechanischen Typ erstreckt sich ein Teil des Zylinders durch einen Schlitz, der über die Länge des Zylinders geschnitten ist, nach außen. Der Schlitz wird dann innen (um Gasaustritt zu verhindern) und außen (um Kontamination zu verhindern) mit flexiblen Metalldichtbändern abgedichtet. Der Kolben selbst hat zwei Enddichtungen und zwischen ihnen Nockenflächen, um die Dichtungen vor dem vorstehenden Gestänge „abzuziehen“ und sie dahinter zu ersetzen. Das Innere des Kolbens steht dann unter atmosphärischem Druck.
Eine bekannte Anwendung des mechanischen Typs (wenn auch dampfbetrieben) sind die Katapulte, die auf vielen modernen Flugzeugträgern verwendet werden.